# Pardosa pseudolapponica
Pardosa pseudolapponica är en spindelart som beskrevs av Yuri M. Marusik 1995. Pardosa pseudolapponica ingår i släktet Pardosa och familjen vargspindlar.
Artens utbredningsområde är Kazakstan. Inga underarter finns listade i Catalogue of Life.